# FIH Hockey World League/2016–2017 Finale (Damen)
Das Finale der FIH Hockey World League/2016–2017 der Damen fand zwischen dem 17. und dem 26. November 2017 in Auckland, Neuseeland statt. Sieger waren zum zweiten Mal nach 2013 die Niederlande.

## Modus
Die besten Sieben aus dem FIH Hockey World League/2016–2017 Semifinale qualifizierten sich mit dem Ausrichter Neuseeland für das Turnier. Aus den Teilnehmern wurden zwei Vierer-Gruppen gebildet die eine einfache Runde jeder-gegen-jeden spielten. Im Viertelfinale stand der Erste der einen Gruppe den Letzten der jeweils anderen Gruppe gegenüber. Außerdem spielten der Zweite der einen gegen den Dritten der anderen Gruppe. Die Verlierer der Viertelfinale spielten noch jeweils ein Platzierungsspiel gegen einen anderen Verlierer. Die Paarungen wurden nach Platzierung und Leistung in der Gruppenphase festgelegt. Für die Gewinner der Viertelfinale ging es in ein Semifinale und je nach Erfolg endete das Turnier im Spiel um Platz 3 oder im Finale.

## Schiedsrichterinnen
- Karin Alves
- Karen Bennett
- Michelle Joubert
- Alison Keogh
- Jung Hee Kim
- Lin Miao
- Chieko Soma
- Melissa Trivic
- Aleesha Unka
- Sarah Wilson

## Gruppe A

### Tabelle
| Pl. | Nation             | Sp. | S | U | N | Tore | Diff. | Pkt. |
| --- | ------------------ | --- | - | - | - | ---- | ----- | ---- |
| 1.  | Niederlande        | 3   | 3 | 0 | 0 | 9:0  | +9    | 9    |
| 2.  | Vereinigte Staaten | 3   | 1 | 1 | 1 | 4:4  | 0     | 4    |
| 3.  | Südkorea           | 3   | 1 | 1 | 1 | 3:5  | −2    | 4    |
| 4.  | Neuseeland         | 3   | 0 | 0 | 3 | 2:9  | −7    | 0    |

### Ergebnisse
| 17. November 2017  |     |                    |
| Vereinigte Staaten | 1:1 | Südkorea           |
| Niederlande        | 4:0 | Neuseeland         |
| 18. November 2017  |     |                    |
| Neuseeland         | 1:2 | Südkorea           |
| Vereinigte Staaten | 0:2 | Niederlande        |
| 20. November 2017  |     |                    |
| Niederlande        | 3:0 | Südkorea           |
| Neuseeland         | 1:3 | Vereinigte Staaten |

## Gruppe B

### Tabelle
| Pl. | Nation              | Sp. | S | U (SO) | N | Tore | Diff. | Pkt. |
| --- | ------------------- | --- | - | ------ | - | ---- | ----- | ---- |
| 1.  | Argentinien         | 3   | 3 | 0      | 0 | 8:1  | +7    | 9    |
| 2.  | Deutschland         | 3   | 2 | 0      | 1 | 6:4  | +2    | 6    |
| 3.  | England             | 3   | 1 | 0      | 2 | 4:4  | 0     | 3    |
| 4.  | Volksrepublik China | 3   | 0 | 0      | 3 | 1:10 | −9    | 0    |

### Ergebnisse
| 18. November 2017 |     |                     |
| England           | 0:2 | Deutschland         |
| Argentinien       | 3:0 | Volksrepublik China |
| 19. November 2017 |     |                     |
| Deutschland       | 3:0 | Volksrepublik China |
| Argentinien       | 1:0 | England             |
| 21. November 2017 |     |                     |
| Deutschland       | 1:4 | Argentinien         |
| England           | 4:1 | Volksrepublik China |

## Viertelfinale
| 22. November 2017  |              |                     |
| Deutschland        | 3:3 (SO 1:3) | Südkorea            |
| Argentinien        | 1:2          | Neuseeland          |
| 23. November 2017  |              |                     |
| Vereinigte Staaten | 1:2          | England             |
| Niederlande        | 4:0          | Volksrepublik China |

## Platzierungsspiele
| 24. November 2017  |     |                     |
| Argentinien        | 4:0 | Deutschland         |
| 25. November 2017  |     |                     |
| Vereinigte Staaten | 6:4 | Volksrepublik China |

## Semifinale
| 24. November 2017 |     |            |
| England           | 0:1 | Neuseeland |
| 25. November 2017 |     |            |
| Niederlande       | 2:0 | Südkorea   |

## Spiel um Platz 3
| 26. November 2018 |     |         |
| Südkorea          | 1:0 | England |

## Finale
| 26. November 2018 |     |            |
| Niederlande       | 3:0 | Neuseeland |

## Individuelle Auszeichnungen
- Beste Torschützen:  Maartje Krekelaar und  Delfina Merino mit 5 Toren[1]
- Beste Spielerin:  Stacey Michelsen
- Beste Torhüterin:  Sally Rutherford
- Beste junge Spielerin:  Lily Owsley

## Rangliste
| Rang | Nation              |
| ---- | ------------------- |
| 1.   | Niederlande         |
| 2.   | Neuseeland          |
| 3.   | Südkorea            |
| 4.   | England             |
| 5.   | Argentinien         |
| 6.   | Deutschland         |
| 7.   | Vereinigte Staaten  |
| 8.   | Volksrepublik China |